# Hypolimnas ruhama
Hypolimnas ruhama är en fjärilsart som beskrevs av William Chapman Hewitson 1872. Hypolimnas ruhama ingår i släktet Hypolimnas och familjen praktfjärilar. Inga underarter finns listade i Catalogue of Life.